# Люкке Йенсен, Палле
Палле Люкке Йенсен (дат. Palle Lykke Jensen; 4 ноября 1936, Ринге, Дания — 19 апреля 2013; Антверпен, Бельгия)  — датский профессиональный трековый и шоссейный велогонщик в 1957-1969 годах. 

## Достижения

### Трек
1958
1-й  Чемпион Дании - Спринт
1-й Шесть дней Орхуса (вместе с Каем Нильсеном)
1-й Шесть дней Дортмунда (вместе с Каем Нильсеном)
1-й Шесть дней Берлина (вместе с Каем Нильсеном)
1959
1-й  Чемпион Дании - Спринт
1-й Шесть дней Франкфурта (вместе с Каем Нильсеном)
1-й Шесть дней Копенгагена (вместе с Каем Нильсеном)
2-й  Чемпионат Европы — Мэдисон
1960
1-й  Чемпион Дании - Спринт
1-й Шесть дней Франкфурта (вместе с Каем Нильсеном)
1-й Шесть дней Цюриха (вместе с Каем Нильсеном)
1961
1-й  Чемпион Дании - Спринт
1-й Шесть дней Орхуса (вместе с Каем Нильсеном)
1962
1-й  Чемпион Европы — Мэдисон
1-й Шесть дней Брюсселя (вместе с Риком Ван Стенбергеном)
1963
1-й Шесть дней Орхуса (вместе с Риком Ван Стенбергеном, Лео Простом)
1-й Шесть дней Франкфурта (вместе с Риком Ван Стенбергеном)
1-й Шесть дней Мюнстера (вместе с Фредди Югеном)
3-й  Чемпионат Европы  — Дерни
1964
1-й Шесть дней Монреаля (вместе с Эмилем Северинсом)
3-й  Чемпионат Европы — Дерни
1965
1-й Шесть дней Бремена (вместе с Риком Ван Стенбергеном)
1-й Шесть дней Мюнстера (вместе с Фредди Югеном)
1966
1-й Шесть дней Монреаля (вместе с Эмилем Северинсом)
2-й  Чемпион Европы — Мэдисон
1967
1-й Шесть дней Лондона (вместе с Фредди Югеном)
1-й Шесть дней Монреаля (вместе с Фредди Югеном)
1-й Шесть дней Цюриха (вместе с Фредди Югеном)
1-й Шесть дней Амстердама (вместе с Фредди Югеном)
2-й  Чемпионат Европы — Дерни
1968
1-й Шесть дней Берлина (вместе с Фредди Югеном)

### Шоссе
1956
2-й  Чемпионат Дании — Групповая гонка (любители)
4-й Чемпионат мира — Групповая гонка гонка (любители)
1965
1-й Чемпионат Фландрии
1966
3-й Гент — Вевельгем